# André Gunder Frank
Pour les articles homonymes, voir Frank.
André Gunder Frank, né le 24 février 1929 à Berlin et mort le 23 avril 2005 à Luxembourg, est un économiste germano-américain.

## Biographie
Historien et sociologue économique, il est considéré comme l'un des fondateurs de la théorie de la dépendance et du système-monde dans les années 1960, deux analyses des relations internationales d'approche postmarxiste. Il est aussi connu pour ses analyses sur le sous-développement et sa critique du capitalisme. Il fut un des élèves de Milton Friedman à l'université de Chicago.
Il a enseigné à Montréal entre 1966 et 1968 et y est revenu pour des courts séjours entre 1969 et 1974 avant de se voir refuser un visa de séjour et l'entrée au Canada à l'été 1975 puis en février 1977[réf. nécessaire].

## Œuvres
- Capitalisme et sous-développement en Amérique Latine, Éditions Maspero, 1968
- Le développement du sous-développement : Amérique latine, Éditions Maspero, 1970
- Lumpenbourgeoisie et lumpendéveloppement, Éditions Maspero, 1971
- L'accumulation mondiale : 1500-1800, Éditions Calmann-Lévy, 1977
- L'accumulation dépendante, Édition Anthropos, 1978
- Réflexions sur la nouvelle crise économique mondiale, Éditions Maspero, 1981
- Critiques et contre-critiques, Éditions Anthropos, 1985
- Re-ORIENT: Global Economy in the Asian Age., University of California Press, 1998